# Kurt Lande
Kurt Lande (* 23. November 1882 in Berlin; † 23. Juli 1947 ebenda) war ein Kameramann beim deutschen Stummfilm. In den 1930er und 1940er Jahren betätigte er sich als Kaufmann im Textil-Großhandel.

## Filmografie
- 1915: Er soll dein Herr sein (oder:  In der eigenen Schlinge gefangen)
- 1917: Paulchen Semmelmann
- 1918: Die blonden Mädels vom Lindenhof
- 1918: Der siebente Kuß
- 1919: Die Berliner Range. 1. Streich: Lotte als Schulschreck
- 1919: Madeleine
- 1919: Die Autofahrt unter der Erde
- 1919: Max als Juxgraf
- 1919: Ein Mädchen aus guter Familie
- 1919: In den Krallen des Vampyrs
- 1919: Intermezzo
- 1919: Wenn das Leben Nein sagt
- 1919: Teufelchen
- 1919: Das alte Lied
- 1919: Falscher Start
- 1919: Im Schatten des Glücks
- 1919: Ein Augenblick im Paradies
- 1919: Fräulein Baronin
- 1919: Die Austernkur
- 1919: Das Geheimnis der alten Truhe
- 1919: Das Lächeln der kleinen Beate
- 1919: Das Geheimnis von Schloß Holloway
- 1920: Das Chamäleon (Don Pedros Masken)
- 1920: Der Tempel der Liebe
- 1920: Moriturus
- 1920: Das Rätsel im Menschen
- 1920: Der Marquis d’Or
- 1920: Tschetschensen-Rache
- 1920: Lady Godiva
- 1920: Die Banditen von Asnières
- 1920: Moderne Sklaven
- 1920: Pension Lautenschlag
- 1920: Zigeunerblut
- 1920: Im Fasching der Sinne
- 1920: Ganz ohne Männer geht die Chose nicht
- 1920: Der Graf von Cagliostro
- 1920: Die Kralle
- 1922: Aus den Erinnerungen eines Frauenarztes, 2. Teil: Lüge und Wahrheit
- 1921: Das neue Paradies
- 1921: Aus den Akten einer anständigen Frau
- 1921: Satansketten
- 1921: Der Passagier in der Zwangsjacke
- 1921: Schuldlos gesündigt
- 1921/23: Das goldene Haar
- 1922: Bigamie
- 1922: Das Liebesnest. 1. Teil
- 1922: Frauen, die die Ehe brechen
- 1922: Nur eine Nacht
- 1922: Luise Millerin
- 1922: Das Liebesnest. 2. Teil
- 1922: Der große Dieb
- 1922: Die büßende Magdalena
- 1922: Wer bin ich?
- 1923: Die närrische Wette des Lord Aldini
- 1923: Bohème
- 1923: Der Schatz der Gesine Jakobsen
- 1924: Die Kleine aus der Konfektion. Großstadtkavaliere
- 1924: Die Liebesbriefe einer Verlassenen
- 1925: Vom unsichtbaren Königreich. Bilder aus der Arbeit der Inneren Mission
- 1925: Vom unsichtbaren Königreich. Die innere Mission in den Nöten und Leiden des Alltags
- 1925: Wetterleuchten
- 1927: Die innere Mission in den Nöten und Leiden des Alltags
- 1927: ...und hätte der Liebe nicht!
- 1928: Das Hemd des Glücklichen